# Лес (приток Роны)
Лес (фр. Lez) — река на юге Франции в департаментах Дром региона Овернь — Рона — Альпы и Воклюз региона Прованс — Альпы — Лазурный Берег. Приток Роны.

## География
Лес берёт начало от источника к юго-востоку от вершины Роше-Гаро в горах Бароннье на высоте 1338 м над уровнем моря. Течёт сначала на север, но вскоре поворачивает на юг. Впадает в Рону между воклюзскими коммунами Боллен и Мондрагон. Протяжённость реки — 73,5 км.

## Притоки
Основные притоки Леса:
- правый: Весанн;
- левые: Рьёсек, Коронн, Талобр, Эрен.

## Пересекаемые коммуны
Коронн пересекает территорию 24 коммун в трёх департаментах.
В департаменте Дром:
- Тесьер
- Монжу
- Вес
- Рош-Сен-Секре-Беконн
- Монбризон-сюр-Лес
- Толеньян
- Колонзель
- Ла-Бом-де-Транзи
- Сюз-ла-Русс
- Буше
- Шамаре
- Гриньян
- Ле-Пег
- Монсегюр-сюр-Лозон
- Руссе-ле-Винь
- Рошгюд
- Тюлетт
- Вантероль
- Вансобр
- Сен-Панталеон-ле-Винь

В департаменте Воклюз:
- Грийон
- Ришранш
- Вальреа
- Боллен
- Мондрагон
- Лагард-Пареоль
- Морнас

В департаменте Гар:
- Сент-Этьен-де-Сор